# Nis Petersen
Nis Petersen, född 22 januari 1897 i Vamdrup, Danmark, död 9 mars 1943 i Laven, Danmark, var en av sin tids mest populära danska poeter och författare. Han var kusin med Kaj Munk.

## Biografi
Petersen var son till garvarmästaren Knud Petersen och Karen Kristine Nissen. Han blev vid tre års ålder föräldralös tillsammans med sina två syskon och växte upp med sin mormor i Herning i ett hem som kännetecknas av den evangeliska tron.
Han avslutade 1914 en grundskoleutbildning med höga betyg, och samma år fick han ett arbete som elev på Løveapoteket i Nakskov. Några månader innan han skulle göra sluttentamen i Köpenhamn, avbröt han utbildning, förmodligen på grund av ett begynnande alkoholmissbruk.
År 1919 blev han anställd vid Holbaek Amts Venstreblad som en journalist, men avskedades 1920 på grund av en längre dryckesperiod. Istället fick han arbete som journalist på en facktidskrift. Han fick sparken där 1922 och arbetade sedan som en timarbetare, men var inte tillräckligt fysiskt stark att klara det hårda arbetet. Han blev luffare och kom 1922 till Manshemmet i Köpenhamn.
Det hårda livet hade slitit på hans hälsa, och 1926 gav han upp livet som vagabond, och fick ett rum tillsammans med sin syster Emma Pilegaard i Viborg, där han också fick fast arbete i en skofabrik. Med hjälp av sin syster och bror Carl, kom han att återhämta sig. Hans vagabondliv gav honom inspiration till Vagabonden med det milde åsyn och Natsamariten.
Hans första diktsamling Nattens pibere gavs ut 1926, och under de följande åren skrev Petersen sin första roman Sandalmagernes gade med handlingen förlagd till det antika Rom. År 1934 skrev han romanen Spildt maelk från irländska inbördeskriget 1922. Det skedde främst i Waterford, där han bodde 1932-1933 med sin hustru, skådespelerskan Ellen Malberg. Äktenskapet var relativt lyckligt, men varade bara 1932-1936.
År 1936 kom Petersen till rehabilitering för alkoholmissbruk i Hultafors i Sverige och började ett mindre självdestruktiv liv. Här skrev han novellen Miraklet i Kósá och dikten Færingerfrænder, vilka båda är inspirerade av en tidigare vistelse i Tvoroyri på Färöarna.
År 1938 gifte han sig med Anna Lise Staggemeier och flyttade till byn Laven mellan Ry och Silkeborg, där paret sedan bodde. Petersen dog av cancer 1943.

## Hederbetygelser
- 1937 Den Anckerske stipendium
- 1942 Gyldendals boglegat